# La riscossa delle nerd
La riscossa delle nerd (Good Girls Get High) è un film del 2018 diretto da Laura Terruso.

## Trama
Sam e Danielle sono due migliori amiche che frequentano l'ultimo anno di liceo. Entrambe sono state ammesse a Harvard, ma Sam, preoccupata che il pagamento della retta possa gravare eccessivamente sulle finanze del padre gelataio, rifiuta l'ammissione. Come conseguenza del rifiuto di Sam, Danielle non è più in lista d'attesa e viene ammessa, ma l'amica non le dice nulla.
Dopo essere state nominate "ragazze migliori della scuola" nel tradizionale annuario scolastico, le due amiche sono intenzionate a staccarsi di dosso l'etichetta di "brave ragazze" che è stata loro affibbiata. Per farlo decidono di andare all'ultima festa prima del college solo dopo aver fumato uno spinello trovato nei pantaloni del padre di Sam mentre quest'ultima faceva il bucato. In seguito mentre erano sotto l'effetto dello spinello, per errore, le ragazze inviano una foto di seni presa da internet a Mr. D, professore di chimica di cui Sam è segretamente innamorata.
Le ragazze decidono di distruggere il telefono di Sam, così da poter dire che è stato rubato e che a inviare la foto non sarebbero state loro.
Dopo aver distrutto il telefono di Sam, comprato un cane e averlo nascosto in gelateria le due amiche fanno la conoscenza della poliziotta incinta Patty, che si offre di accompagnarle, ma dopo aver capito che Patty è una poliziotta scendono dall'auto per paura che potesse capire che hanno fumato lo spinello e si dirigono alla festa a piedi, dove Sam fuma dell'erba da un gigantesco bong costruito da lei e Danielle dopo aver vissuto un momento imbarazzante con Jeremy, il ragazzo di cui è innamorata, fugge via a bordo dell'automobile di lui dopo aver avuto il suo primo rapporto sessuale.
Le due ragazze vengono arrestate da Patty, Sam per aver fatto uso di sostanze stupefacenti e Danielle per aver rubato l'auto di Jeremy. Le ragazze sono spaventate dalla possibilità che quanto avvenuto possa impedire loro di diplomarsi, ma Patty, intenerita, decide di lasciarle andare senza ripercussioni, anche perché Jeremy ha deciso di non sporgere denuncia.
Le due amiche ricevono dunque i diplomi, e nel discorso raccontano a tutti ciò che hanno fatto in quel fine settimana. Sam, dopo essersi chiarita con Mr. D riguardo alla foto inviata, ha un'idea per trovare i soldi necessari all'iscrizione a Harvard: lanciare, come nuovo prodotto della gelateria del padre, delle palline di azoto liquido aromatizzate, ideate con l'aiuto di Danielle. L'idea si rivela un successo, e Sam può finalmente raggiungere l'amica a Harvard.
L'intero film si svolge in un video-racconto di Sam da inviare ad Harvard per spiegare il perché lei abbia rifiutato l'ammissione, e per chiedere di poterla ammettere.
Durante i titoli di coda l'attore Danny Pudi (uno dei protagonisti della serie televisiva Community) afferma di non essere realmente Mr. D, bensì sé stesso e canta una canzone al riguardo mentre è appeso davanti al green screen.

## Promozione
Il film è stato presentato al Los Angeles Film Festival il 22 settembre 2018.